# Франческо Тоти
Франчѐско То̀ти (на италиански: Francesco Totti) е бивш италиански футболист, играл като атакуващ халф и нападател. Състезава се през цялата си кариера единствено за италианския клуб Рома и е носил капитанската лента на отбора от 1998 г. до 2017 г. Тоти е вторият най-добър реализатор в историята на Серия А с 250 гола, носител е на Златната обувка за сезон 2006 – 2007. Той записва рекордните 786 мача и 307 гола в официални срещи за Рома, повече от всеки друг футболист, играл за „вълците“. Печели веднъж Серия А и по два пъти Купата на Италия и Суперкупата на Италия. Наричан „Принцът на Рим“, Тоти е определян от тифозите на Рома за най-великият футболист в историята на клуба. Награждаван е 5 пъти за футболист на годината на Италия, попадал е в идеалния отбор на Европейското първенство през 2000 г. и Световното първенство през 2006 г. Тоти става световен шампион с екипа на Италия през 2006 г.

## Клубна кариера
Тоти дебютира още на 16 години на 28 март 1993 г. в първия отбор на Рома и оттогава има 619 мача и 250 гола само в Серия А. Става капитан на Рома през 1998 г., едва 22-годишен и оттогава носи капитанската лента.
През различните периоди от кариерата си е поставян на различни постове в схемата на отбора. При Земан Тоти е използван като ляв нападател в схемата 4-3-3. През сезон 1998 – 1999 той става млад играч на сезона в Серия А.
Най-значимите трофеи в кариерата на Тоти идват под ръководството на Фабио Капело. Печели единствената си титла в Серия А през сезон 2000 – 2001. Тоти играе като плеймейкър зад двамата нападатели в схемата на Капело и вкарва 13 гола в 30 мача в същия сезон. През 2003 г. Тоти е преместен в атаката на отбора като втори нападател в схемата 3-5-2 и вкарва 20 гола в Серия А през сезон 2003 – 2004.
Тоти е петкратен носител на наградата Футболист на годината на Италия – през 2000, 2001, 2003, 2004 и 2007 г.
Под ръководството на Лучано Спалети Тоти играе като нападател, което му помага да спечели наградата Златна обувка през сезон 2006 – 2007 за голмайстор в европейските футболни първенства след като отбелязва 26 гола в 35 мача в Серия А.
На 21 януари 2012 г. вкарва 211-ия си гол за Рома и става футболистът с най-много голове за един отбор в историята на Серия А.
На 30 септември 2014 г. 38-годишният Тоти става най-възрастният голмайстор в Шампионската лига, отбелязвайки гол срещу Манчестър Сити, който е и негов гол номер 300 в професионалния футбол. На 25 ноември 2014 г. Тоти отбелязва нов гол в Шампионската лига и по този начин подобрява собствения си рекорд.
Последният си мач като футболист на „вълците“ Тоти изиграва на 28 май 2017 г. срещу Дженоа.

## Национален отбор
Тоти печели Европейското първенство за младежи през 1996 г. Дебютира за представителния отбор на Италия на 10 октомври 1998 г. срещу Швейцария.
На Европейското първенство в Белгия и Холандия през 2000 г. Тоти е в отлична форма и вкарва два гола на първенството. Играе с номер 20. На финала срещу Франция е избран за играч на мача въпреки отличната игра на Зинедин Зидан. Тоти асистира за гола на Марко Делвекио, но Италия губи финала след златен гол на Давид Трезеге.
На Световното първенство през 2002 г. Тоти носи номер 10 и е основен плеймейкър на отбора. Италия отпада на осминафинал от Южна Корея след спорно съдийство, а Тоти получава червен картон след като е съборен в наказателното поле в продълженията на мача, действие изтълкувано от рефера като симулация.
На Европейското първенство през 2004 г. Тоти получава наказание да не играе до полуфинала след като наплюва Кристиан Поулсен в мач от груповата фаза срещу Дания, а Италия отпада още в групата.
Световното първенство в Германия през 2006 г. носи най-големия трофей в кариерата на Тоти. Той отива на първенството в слаба форма, тъй като се възстановява три месеца от контузия, но Марчело Липи показва вяра в капитана на Рома и залага на него във всичките 7 мача на Италия. Тоти играе на първенството заедно с Андреа Пирло в халфовата линия, зад единствения нападател Лука Тони. Италия печели първенството след победа на финала с дузпи над Франция. Тоти се отказва от националния отбор на Италия след края на първенството.

## Личен живот
Женен е за ексмодела Илари Блази, която e водеща на различни телевизионни програми. Сватбата им на 19 юни 2005 г. е излъчена по телевизията, а приходите са дарени за благотворителност. Двамата имат син Кристиан, роден на 6 ноември 2005 г., дъщеря Шанел, родена на 13 май 2007 г. и дъщеря Изабел, родена на 10 март 2016 г.
Освен с футбол Тоти се занимава и със собствената си футболна школа, наречена Number Ten. Притежава и мотоциклетен състезателен отбор Totti Top Sport.
Като посланик на добра воля на УНИЦЕФ, с цел набиране на средства за организацията, Франческо Тоти издава две книги с шеги за себе си, превърнали се в бестселъри. Някои от смешките са филмирани като кратки филмчета с участието на негови колеги, сред които Антонио Касано, Алесандро Дел Пиеро и Джанлуиджи Буфон.
През 2005 година Тоти и Паоло Малдини правят дизайнерската колекцията „Sweet Years“, чието рекламно лице е певицата Цеца Ражнатович.

## Статистика

### Клубна кариера
| Отбор             | Сезон             | Серия А | Серия А | Купа на Италия | Купа на Италия | Европейски турнири1 | Европейски турнири1 | Други турнири2 | Други турнири2 | Общо   | Общо   |
| Отбор             | Сезон             | Мачове  | Голове  | Мачове         | Голове         | Мачове              | Голове              | Мачове         | Голове         | Мачове | Голове |
| ----------------- | ----------------- | ------- | ------- | -------------- | -------------- | ------------------- | ------------------- | -------------- | -------------- | ------ | ------ |
| Рома              | 1992 – 93         | 2       | 0       | -              | -              | -                   | -                   | -              | -              | 2      | 0      |
| Рома              | 1993 – 94         | 8       | 0       | 2              | 0              | -                   | -                   | -              | -              | 10     | 0      |
| Рома              | 1994 – 95         | 21      | 4       | 4              | 3              | -                   | -                   | -              | -              | 25     | 7      |
| Рома              | 1995 – 96         | 28      | 2       | 1              | 0              | 7                   | 2                   | -              | -              | 36     | 4      |
| Рома              | 1996 – 97         | 26      | 5       | 1              | 0              | 3                   | 0                   | -              | -              | 30     | 5      |
| Рома              | 1997 – 98         | 30      | 13      | 6              | 1              | -                   | -                   | -              | -              | 36     | 14     |
| Рома              | 1998 – 99         | 31      | 12      | 3              | 1              | 8                   | 3                   | -              | -              | 42     | 16     |
| Рома              | 1999 – 00         | 27      | 7       | 2              | 0              | 5                   | 1                   | -              | -              | 34     | 8      |
| Рома              | 2000 – 01         | 30      | 13      | 2              | 1              | 3                   | 2                   | -              | -              | 35     | 16     |
| Рома              | 2001 – 02         | 24      | 8       | -              | -              | 11                  | 3                   | 1              | 1              | 36     | 12     |
| Рома              | 2002 – 03         | 24      | 14      | 5              | 3              | 6                   | 3                   | -              | -              | 35     | 20     |
| Рома              | 2003 – 04         | 31      | 20      | -              | -              | 1                   | 0                   | -              | -              | 32     | 20     |
| Рома              | 2004 – 05         | 29      | 12      | 7              | 3              | 4                   | 1                   | -              | -              | 40     | 16     |
| Рома              | 2005 – 06         | 24      | 15      | 2              | 0              | 3                   | 2                   | -              | -              | 29     | 17     |
| Рома              | 2006 – 07         | 35      | 26      | 5              | 2              | 9                   | 4                   | 1              | 0              | 50     | 32     |
| Рома              | 2007 – 08         | 25      | 14      | 3              | 3              | 6                   | 1                   | 1              | 0              | 35     | 18     |
| Рома              | 2008 – 09         | 24      | 13      | -              | -              | 7                   | 2                   | 1              | 0              | 32     | 15     |
| Рома              | 2009 – 10         | 23      | 14      | 2              | 0              | 6                   | 11                  | -              | -              | 31     | 25     |
| Рома              | 2010 – 11         | 32      | 15      | -              | -              | 7                   | 2                   | 1              | 0              | 40     | 17     |
| Рома              | 2011 – 12         | 27      | 8       | 2              | 0              | 2                   | 0                   | -              | -              | 31     | 8      |
| Рома              | 2012 – 13         | 34      | 12      | 3              | 0              | -                   | -                   | -              | -              | 37     | 12     |
| Рома              | 2013 – 14         | 26      | 8       | 3              | 0              | -                   | -                   | -              | -              | 29     | 8      |
| Рома              | 2014 – 15         | 27      | 8       | 2              | 0              | 7                   | 2                   | -              | -              | 36     | 10     |
| Рома              | 2015 – 16         | 13      | 5       | -              | -              | 2                   | 0                   | -              | -              | 15     | 5      |
| Рома              | 2016 – 17         | 18      | 2       | 4              | 1              | 6                   | 0                   | -              | -              | 28     | 3      |
| Общо за кариерата | Общо за кариерата | 619     | 250     | 59             | 18             | 103                 | 38                  | 5              | 1              | 786    | 307    |

1Европейски турнири включват Шампионската лига и Лига Европа

2Други турнири включват Суперкупа на Италия

### Национален отбор
| Италия | Италия | Италия |
| Година | Мачове | Голове |
| ------ | ------ | ------ |
| 1998   | 3      | 0      |
| 1999   | 6      | 0      |
| 2000   | 12     | 4      |
| 2001   | 6      | 1      |
| 2002   | 6      | 0      |
| 2003   | 5      | 1      |
| 2004   | 6      | 2      |
| 2005   | 5      | 0      |
| 2006   | 9      | 1      |
| Общо   | 58     | 9      |

### Голове с Националния отбор
| Номер | Дата             | Място                    | Противник  | Резултат | Резултат | Турнир                                               |
| ----- | ---------------- | ------------------------ | ---------- | -------- | -------- | ---------------------------------------------------- |
| 1     | 26 април 2000    | Калабрия, Италия         | Португалия | 2 – 0    | П        | Приятелски мач                                       |
| 2     | 14 юни 2000      | Брюксел, Белгия          | Белгия     | 2 – 0    | П        | Европейско първенство 2000 г.                        |
| 3     | 24 юни 2000      | Брюксел, Белгия          | Румъния    | 2 – 0    | П        | Европейско първенство 2000 г.                        |
| 4     | 7 октомври 2000  | Милано, Италия           | Румъния    | 3 – 0    | П        | Квалификация за Световното първенство през 2002 г.   |
| 5     | 2 юни 2001       | Тбилиси, Грузия          | Грузия     | 2 – 1    | П        | Квалификация за Световното първенство през 2002 г.   |
| 6     | 11 юни 2003      | Хелзинки, Финландия      | Финландия  | 2 – 1    | П        | Квалификация за Европейското първенство през 2004 г. |
| 7, 8  | 13 октомври 2004 | Парма, Италия            | Беларус    | 4 – 3    | П        | Квалификация за Световното първенство през 2006 г.   |
| 9     | 26 юни 2006      | Кайзерслаутерн, Германия | Австралия  | 1 – 0    | П        | Световно първенство 2006 г.                          |

### Голов коефициент
| Общо за кариерата | Общо за кариерата | Общо за кариерата | Общо за кариерата |
| Отбор             | Мачове            | Голове            | Голове на мач     |
| ----------------- | ----------------- | ----------------- | ----------------- |
| Клубни отбори     | 786               | 307               | 0,39              |
| Италия            | 058               | 09                | 0,16              |
| Общо              | 844               | 316               | 0,37              |

## Успехи

### Рома
- Серия А – 1 (2001)
- Купа на Италия – 2 (2007, 2008)
- Суперкупа на Италия – 2 (2001, 2007)

### Национален отбор
- Световно първенство – 1 (2006)
- Европейско първенство – сребро (2000)
- Европейско първенство за младежи – 1 (1996)
- Средиземноморски игри – 1 (1997)

### Индивидуални
- Златна обувка – 1 (2007)
- Най-добър млад играч на Серия А – 1 (1999)
- Идеален отбор на Световно първенство по футбол – 1 (2006)
- Идеален отбор на Европейското първенство по футбол – 1 (2000)
- Играч на мача на финала на Европейското първенство по футбол – 1 (2000)
- Футболист на годината в Италия – 5 (2000, 2001, 2003, 2004, 2007)
- Футболист на годината в Серия А – 2 (2000, 2003)
- Голмайстор на Серия А – 1 (2007) (26 гола)
- Гол на годината в Серия А – 2 (2005, 2006)
- Идеален отбор на годината на ESM – 3 (2001, 2004, 2007)
- Златен крак – 1 (2010)
- ФИФА 100

### Рекорди
- Вторият футболист с най-много голове в Серия А – 250
- Най-много мачове с екипа на Рома във всички турнири – 786
- Най-много голове с екипа на Рома във всички турнири – 307
- Най-много мачове с екипа на Рома в Серия А – 619
- Най-много голове с екипа на Рома в Серия А – 250
- Най-много мачове с екипа на Рома в Европейските турнири – 103
- Най-много голове с екипа на Рома в Европейските турнири – 38
- Най-много мачове с екипа на Рома във Шампионската лига – 57
- Най-много голове с екипа на Рома в Шампионската лига – 17
- Най-много мачове с екипа на Рома в Лига Европа – 46
- Най-много голове с екипа на Рома в Лига Европа – 21
- Най-възрастният голмайстор във Шампионската лига – 38 години и 59 дни

### Ордени
- Носител на Орден за заслуги към Италианската Република четвърта степен (офицер): 2006
- Носител на Орден за заслуги към Италианската Република пета степен (рицар): 2000